# Spider-Man: Web of Shadows
Spider-Man: Web of Shadows é um jogo eletrônico de ação e aventura de 2008 baseado no personagem Homem-Aranha da Marvel Comics. O jogo foi lançado em outubro de 2008 em várias plataformas e abrange três versões drasticamente diferentes: uma lançada para Microsoft Windows, PlayStation 3, Wii e Xbox 360, que apresenta um mundo aberto e jogabilidade não linear; uma para PlayStation 2 e PlayStation Portable (intitulado Spider-Man: Web of Shadows – Amazing Allies Edition), que é um briga de rua de rolagem lateral 2.5D; e um para o Nintendo DS, um beat 'em up no estilo Metroidvania. Todas as três versões têm vários elementos em comum, como escolhas morais que alteram a narrativa, a capacidade de convocar aliados durante as lutas e um enredo semelhante, apesar de personagens diferentes serem apresentados. O enredo de Web of Shadows é significativamente mais sombrio do que a maioria dos jogos anteriores do Homem-Aranha, pois gira em torno de uma invasão simbionte ameaçando Manhattan, que o Homem-Aranha deve impedir com a ajuda de vários aliados improváveis.
Após o lançamento, o jogo recebeu avaliações geralmente mistas a positivas dos críticos, que destacaram as lutas contra chefes, o combate destrutivo, a história original, a jogabilidade e a natureza aberta. No entanto, o sistema de escolha do jogo recebeu avaliações mistas; embora alguns elogiassem como o jogador é capaz de criar uma experiência dinâmica com suas escolhas, outros criticaram as limitações do sistema.  Além disso, os críticos criticaram a má execução do enredo, os controles de câmera incômodos, a incapacidade de navegar livremente após completar o enredo principal, os problemas de sincronização labial e os gráficos abaixo da média.
Spider-Man: Web of Shadows, junto com a maioria dos outros jogos publicados pela Activision que usou a licença da Marvel, foi retirado da lista e removido de todas as lojas digitais em 1 de janeiro de 2014. foi o único jogo do homem-aranha desenvolvido pela Shaba Games e foi auxiliado pela Treyarch (sua última vez em um jogo do Homem-Aranha), já que a licença foi então passada para a Beenox, que passou a desenvolver vários jogos do homem-aranha próprios, começando com Spider-Man: Shattered Dimensions em 2010.

## Jogabilidade

### Microsoft Windows, PlayStation 3, Wii, e Xbox 360
Spider-Man Web of Shadows é um jogo de ação e aventura em terceira pessoa ambientado em uma área externa de mundo aberto de Manhattan. A jogabilidade é muito semelhante à dos títulos anteriores do Homem-Aranha (principalmente Homem-Aranha 2, Homem-Aranha 3 e Ultimate Spider-Man), pois gira em torno de combate e exploração. Os jogadores controlam o Homem-Aranha e podem balançar na teia, zíper na teia, rastejar nas paredes e usar o 'sentido de aranha' para identificar e travar os inimigos. O combate foi significativamente melhorado em comparação com os jogos anteriores, com os jogadores agora capazes de lutar contra inimigos não apenas no solo, mas também nas paredes e no ar. O jogo apresenta uma mecânica de "ataque de teia", que permite ao Homem-Aranha prender uma linha de teia ao inimigo mais próximo e puxar-se em direção a eles para causar dano.
Durante o roaming gratuito, os jogadores podem se deparar com vários eventos aleatórios, como brigas de gangues, civis feridos que precisam ser levados ao hospital e, nos estágios posteriores do jogo, ninhos de simbiontes que devem ser destruídos. Embora totalmente opcionais e não necessários para completar o jogo, esses eventos recompensam o jogador com XP, que pode ser usado para desbloquear novos movimentos/combos de luta para o Homem-Aranha. Os jogadores também podem ganhar XP simplesmente jogando a história principal, completando desafios (como derrotar um determinado número de inimigos) e encontrando itens colecionáveis escondidos pelo mapa. Os itens colecionáveis também aumentam a barra de saúde do Homem-Aranha e a velocidade de balanço da teia.
O jogador pode alternar entre o tradicional traje vermelho e azul do Homem-Aranha e o traje simbionte preto a qualquer momento durante o jogo. Cada traje oferece um estilo de jogo diferente e apresenta atualizações individuais. Chris Scholz, da Shaba Games, comentou que os desenvolvedores "trabalharam para realmente separar os trajes preto e vermelho para dar ao jogador uma sensação diferente". Por exemplo, enquanto usa o traje vermelho, o Homem-Aranha é mais rápido e ágil com seus ataques, enquanto o Homem-Aranha simbionte de traje preto é mais forte e destrutivo.
Em pontos específicos da história, o jogador é apresentado a escolhas que afetam a moralidade do Homem-Aranha. Isso se reflete na 'barra de reputação', que fica vermelha quando o Homem-Aranha tem uma reputação positiva e preta quando a reputação é negativa. Em níveis mais altos de reputação, o Homem-Aranha é visto como um herói, e os civis agirão de forma amigável com ele e o animarão; em níveis de reputação mais baixos, os civis se encolherão de medo na presença do Homem-Aranha ou fugirão. A barra de reputação também afeta quais aliados o Homem-Aranha pode invocar durante as lutas: em altos níveis de reputação, super-heróis como Luke Cage, Cavaleiro da Lua e Wolverine podem ser convocados, enquanto em níveis baixos de reputação, apenas vilões como Gato Preto, Abutre, Rinoceronte e Electro virão em auxílio do Homem-Aranha.
O minimapa na tela também é diferente do estilo usado nos jogos anteriores do Homem-Aranha. A tradicional visão aérea 2-D foi removida, substituída por um novo mapa 3D com um eixo "X", "Y" e "Z" que mostra a posição do jogador no espaço tridimensional (norte e sul, bem como a posição vertical). Além disso, como exclusivo do Wii, existem 6 trajes alternativos (Spider-Carnage para o traje preto e Spider-Armor, Ben Reilly, Spider-Man 2099, Cosmic Spider-Man e Iron Spider para o traje vermelho).
Embora o jogador não possa vagar livremente após a conclusão do enredo, isso pode ser alcançado por meio de um método secreto, que faz com que o jogador assista aos créditos duas vezes. Depois, quando eles selecionarem continuar o jogo, o jogador iniciará um novo jogo, mas manterá todas as atualizações anteriores; isso funciona essencialmente como um modo New Game Plus.

### PlayStation 2 e PlayStation Portable
As versões para PlayStation 2 e PlayStation Portable foram lançadas como Spider-Man: Web of Shadows – Amazing Allies Edition e são drasticamente diferentes da versão para console e PC. Essas versões não apresentam um mundo aberto e, em vez disso, são brawlers de rolagem lateral 2.5D. Os jogadores podem alternar entre os dois trajes do Homem-Aranha a qualquer momento durante o jogo, com o jogo oferecendo vários cenários em que um traje é mais útil que o outro. Por exemplo, existem várias paredes fracas que só podem ser destruídas pelo Homem-Aranha de terno preto. Cada traje tem atualizações individuais, que desbloqueiam novos combos ou aumentam a barra de saúde do Homem-Aranha.
Como o título sugere, esta versão coloca mais ênfase no sistema de aliados do que as outras versões, fornecendo a maior variedade de aliados e power-ups consumíveis. Em vez de cenas, o jogo apresenta árvores de diálogo, durante as quais o jogador deve selecionar as respostas do Homem-Aranha entre várias opções diferentes, o que pode fazer o Homem-Aranha parecer respeitoso, malvado ou neutro. Dependendo de qual resposta for escolhida, o jogador receberá pontos de atualização para o traje vermelho, preto ou ambos do Homem-Aranha. Essas seções funcionam de forma semelhante às escolhas morais na versão para console e PC e podem ter um grande impacto na história do jogo.

### Nintendo DS
A versão para Nintendo DS também é um beat 'em up de rolagem 2.5D. Como nas outras versões, o Homem-Aranha tem seu tradicional traje vermelho e azul e seu traje preto simbionte, que o jogador pode alternar a qualquer momento durante o jogo e que oferecem diferentes estilos de jogo (o traje vermelho fornece movimentos e ataques mais rápidos, enquanto o traje preto é mais lento, mas tem ataques mais devastadores). Os jogadores ganham XP ao derrotar inimigos, que podem ser usados para desbloquear novos combos para ambos os trajes. À medida que os jogadores avançam na história, eles também obterão atualizações que lhes permitirão explorar mais o mapa do mundo aberto e, eventualmente, chegar ao final do jogo, de forma semelhante às franquias Castlevania e Metroid.
O sistema de escolha foi redesenhado para consistir apenas em jogadores escolhendo qual missão passar a seguir. Esta versão apresenta o menor número de aliados de todas as versões, com um total de quatro aliados: Gata Negra, Duende Verde, Noturno e Venom. Ele também possui um sistema de renascimento exclusivo onde, se a saúde do jogador se esgotar, ele pode gastar um "ponto de vida" para tentar reviver o Homem-Aranha caído usando a tela sensível ao toque para atrair orbes de saúde para ele, enquanto cutuca orbes venenosos para destruí-los. O renascimento será bem-sucedido se o Homem-Aranha receber orbes de saúde suficientes antes que um limite de tempo seja atingido.

## Enredo

### Microsoft Windows, PlayStation 3, Wii, e Xbox 360
O jogo começa com o Homem-Aranha (Michael Vaughn) procurando por Mary Jane Watson (Dana Seltzer) em meio à invasão simbionte em Manhattan. Depois de encontrá-la com Luke Cage (Robert Wisdom), ele é atacado por um agressor desconhecido. Quatro dias antes, o Homem-Aranha tem um encontro com Venom (Keith Szarabajka), durante o qual parte do simbionte deste último se liga ao Homem-Aranha, recriando seu traje preto. O Homem-Aranha descobre que tem mais controle sobre o simbionte e derrota facilmente Venom, que foge depois. Mais tarde, enquanto ajuda Luke Cage a lidar com uma guerra de gangues no Harlem, o Homem-Aranha encontra evidências de que o Rei do Crime (Gregg Berger) é o responsável pela guerra. Durante uma negociação entre os líderes das duas gangues (James C. Mathis III e Isaac C. Singleton Jr.) e Cage, o Homem-Aranha pode apresentar as evidências para acabar com a guerra pacificamente ou deixar as gangues acabarem umas com as outras.
Depois, o Homem-Aranha vai para a Torre Fisk para confrontar o Rei do Crime, apenas para testemunhar a Gata Negra (Tricia Helfer) saindo e começar a persegui-la. Com a ajuda do Cavaleiro da Lua (Robin Atkin Downes), o Homem-Aranha derrota a Gata Negra, que revela que está trabalhando como agente dupla para derrubar o Rei do Crime na tentativa de ganhar o afeto do Homem-Aranha. Retornando ou rejeitando os sentimentos da Gata Negra, o Homem-Aranha une forças com ela ou com o Cavaleiro da Lua para desmantelar as operações do Rei do Crime, incluindo sua produção de planadores Goblin, supervisionados pelo Abutre (Kristoffer Tabori). Durante uma luta com os homens do Rei do Crime, o Homem-Aranha é atacado por vários civis infectados por simbiontes e decide investigar. Ele encontra Wolverine (Steve Blum), que também está caçando simbiontes e confunde o Homem-Aranha com um, mas os dois resolvem suas diferenças após uma breve luta. A investigação do Homem-Aranha o leva a Venom, que está sequestrando e infectando civis com seu simbionte, mas ele escapa mais uma vez. À medida que mais pessoas são infectadas, uma equipe da S.H.I.E.L.D. liderada pela Viúva Negra (Salli Saffioti) monta campos de quarentena em Manhattan. Electro (Liam O'Brien) os ataca em busca de sua irmã, mas é derrotado pelo Homem-Aranha e escapa após ser infectado por um simbionte.

Homem-Aranha balançando a teia por uma Manhattan infectada. Conforme o jogo avança, mais construções simbiontes aparecem por toda a cidade.

Incapaz de entrar em contato com qualquer gênio científico, o Homem-Aranha relutantemente tira o Consertador (William Utay) da Ilha de Ryker, com a ajuda de um Rhino encarcerado (Fred Tatasciore), para que ele criasse um dispositivo para destruir os simbiontes sem prejudicar os hospedeiros. No entanto, a essa altura, os simbiontes tomaram conta de Manhattan, forçando a S.H.I.E.L.D. a isolá-la do resto de Nova York. Enquanto a S.H.I.E.L.D. constrói o dispositivo do Consertador, o Homem-Aranha auxilia em várias operações, como persuadir o Rei do Crime a ajudar a S.H.I.E.L.D. e derrotar o Simbionte Electro, que também concorda em ajudar depois que o Homem-Aranha remove seu simbionte. O Homem-Aranha também defende a base da S.H.I.E.L.D. na Torre Stark de um ataque simbionte, auxilia o Cavaleiro da Lua na proteção da Torre Spector e ajuda Wolverine com uma evacuação civil. Durante a evacuação, Wolverine é infectado por um simbionte, mas o Homem-Aranha o derrota e o resgata, potencialmente rasgando-o ao meio sob a influência do traje preto.
Depois de ajudar Mary Jane e Luke Cage a escoltar civis do Harlem para a Torre Fisk, o Homem-Aranha fica arrasado ao saber que os dois desapareceram e sai para encontrá-los, levando à sequência de abertura do jogo. A pessoa que o atacou é revelada como Symbiote Black Cat, a quem ele derrota com a ajuda de Mary Jane. No entanto, a Gata Negra fica gravemente ferida no processo, forçando o Homem-Aranha a deixá-la aos cuidados de Mary Jane, ou infectá-la com um simbionte para curá-la, o que perturba Mary Jane. Enquanto isso, a S.H.I.E.L.D. instala o dispositivo completo do Consertador no Edifício Trask, mas o Abutre Simbionte lidera um ataque aéreo para destruí-lo. Depois de derrotar o Abutre Simbionte, o Homem-Aranha ativa o dispositivo, que elimina todos os simbiontes em Manhattan, incluindo seu traje preto, ou o destrói a pedido do Abutre, que o encoraja a governar os simbiontes.
De qualquer forma, o Homem-Aranha descobre que Venom está atacando o Helicarrier e começa a plantar explosivos na aeronave condenada, antes de ser confrontado por um Venom gigante de cinco cabeças. Depois de destruir quatro cabeças e não conseguir matar Venom com uma torre de Aeroporta-Aviões, o Homem-Aranha convence Eddie Brock a sair de Venom e pagar por suas ações. Depois que Brock morre, seja nas mãos do Homem-Aranha ou cometendo um sacrifício heróico, o Homem-Aranha escapa do Aeroporta-Aviões, assim como os explosivos detonam, destruindo a aeronave e Venom.
Na sequência, há quatro finais em relação aos caminhos do naipe:
- No final principal do Traje Vermelho, o Homem-Aranha supervisiona o retorno de Manhattan ao normal enquanto se reconcilia com Mary Jane enquanto a leva em um passeio de teia agora que Venom se foi e os vilões estão atrás das grades.
- No outro final do Red Suit, o Homem-Aranha deixa uma mensagem no telefone de Mary Jane para se desculpar e espera que ela entenda o que ele teve que fazer para salvar Manhattan.
- No final principal do Black Suit, o Homem-Aranha governa Manhattan com um Gato Preto controlado pelos simbiontes enquanto os simbiontes o adoram.
- No outro final do Black Suit, o Homem-Aranha governa Manhattan prometendo trazer Mary Jane de volta enquanto os simbiontes o adoram.

Em ambos os resultados do Black Suit, o Rei do Crime e a Viúva Negra enviam um Wolverine recém-re-Venomizado atrás do Homem-Aranha.

### PlayStation 2 e PlayStation Portable
Depois de um encontro entre o Homem-Aranha e Venom, o último inexplicavelmente explode, não deixando vestígios de Eddie Brock e fazendo com que o Homem-Aranha recupere seu traje preto simbionte. Mais tarde, o Homem-Aranha fica surpreso quando Nick Fury liga para ele e revela que Venom infestou Manhattan com seu simbionte, forçando a S.H.I.E.L.D. a colocar a cidade em quarentena. Ele também explica que os encontros anteriores do Homem-Aranha com o simbionte lhe dão mais controle sobre ele, embora ele o avise que o simbionte ainda pode influenciar seu comportamento. Encarregado de coletar peças para um gerador sônico que pode combater os simbiontes, o Homem-Aranha primeiro vai atrás do Shocker (Liam O'Brien) para obter suas manoplas vibratórias. Em seguida, tendo sido informado pelo Rei do Crime, que também está tentando parar os simbiontes, que Spencer Smythe e a I.M.A. estão trabalhando em um projeto secreto envolvendo vibranium, o Homem-Aranha se infiltra no laboratório subterrâneo da I.M.A. através dos esgotos. Ao longo do caminho, ele deve evitar armadilhas preparadas por Kraven, o Caçador (Dwight Schultz) e, eventualmente, confrontá-lo. Dentro do laboratório da I.M.A., o Homem-Aranha encontra J. Jonah Jameson (Daran Norris), que foi capturado e clonado como parte de uma trama de Smythe para desacreditar ele e o Homem-Aranha. Depois de libertar Jameson ou seu clone, o Homem-Aranha derrota Rhino, que foi contratado para proteger o laboratório, e escapa com o vibranium.

As versões do jogo para PlayStation 2 e PlayStation Portable apresentam gráficos 2.5D.

Voltando a Manhattan, o Homem-Aranha encontra Luke Cage, que sugere se unir para lutar contra os simbiontes. Ao fazer isso, o Homem-Aranha descobre o plano do Consertador de espalhar a infestação para outros países e tem a opção de redirecionar um trem cheio de simbiontes para Cage para facilitar sua própria viagem pela cidade. Depois de derrotar Cage, que foi infectado por um simbionte ou está tentando remover o traje preto do Homem-Aranha, acreditando que o corrompeu, o Homem-Aranha se infiltra no laboratório do Consertador, encontrando um Venom com lavagem cerebral, que foi capturado pelo Consertador para experimentação. Eventualmente, o Homem-Aranha derrota o Consertador e frustra seu plano, apesar da fuga do vilão.
Depois, o Homem-Aranha chega em um Helicarrier infestado de simbiontes para construir o gerador sônico, mas é forçado a ajudar na evacuação e reativar os sistemas de defesa da nave. Ele encontra o Chacal (Greg Baldwin), contratado pela S.H.I.E.L.D. em desespero por alguém para analisar os simbiontes, que revela que a S.H.I.E.L.D. planeja armar os simbiontes e que ele está aliado a Spencer Smythe, que pretende controlar os simbiontes. No entanto, Jackal trai Smythe e tenta tomar o simbionte do Homem-Aranha para seus próprios fins. Depois de derrotar Chacal, o Homem-Aranha escapa do Aeroporta-Aviões quando ele cai na cidade. Indo para o local do acidente, o Homem-Aranha encontra a Mulher-Aranha (Mary Elizabeth McGlynn), infectada por simbiontes, a quem ele derrota, e os projetos do gerador sônico. Ele é então informado por Nick Fury que o gerador sônico está no topo da Fisk Tower, então ele vai lá para combinar as peças que coletou em um supercomputador, completando o gerador. No entanto, é roubado pelo Chacal enquanto o Homem-Aranha está ocupado lutando contra agentes da I.M.A. despachados por Smythe. Alegando que ele não teve nada a ver com o roubo do gerador e que é tarde demais para parar os simbiontes, Smythe então libera uma Gata Negra controlada pela mente para matar o Homem-Aranha, que a liberta do controle de Smythe ou deixa o dispositivo de controle da mente matá-la para que ele possa tomá-lo para si mesmo.
O Homem-Aranha encontra o gerador roubado no Central Park e confronta Chacal, que revela que ele o modificou para controlar os simbiontes. Depois de derrotar Chacal, o Homem-Aranha recupera o gerador e o programa para destruir ou controlar os simbiontes. Quando o gerador é ligado, o Homem-Aranha encontra uma fonte cheia de simbiontes contendo sete cabeças de serpente com a consciência de Venom. Usando o gerador para fornecer energia que enfraquece as cabeças, o Homem-Aranha derrota Venom, permitindo que ele pare a invasão ou assuma Manhattan como o novo líder simbionte.

### Nintendo DS
O jogo começa com a invasão do simbionte já em andamento. Depois de um encontro com vários simbiontes, o Homem-Aranha é infectado por um, mas é capaz de manter o controle sobre ele, levando à recriação de seu traje preto, que agora ele pode remover à vontade. Depois, pensando que Venom é o responsável pela invasão, o Homem-Aranha o procura. Ao longo do caminho, ele encontra Gata Negra (Valerie Arem), que o informa que tanto Noturno (Yuri Lowenthal) quanto o Duende Verde (Roger L. Jackson) precisam de sua ajuda: o primeiro está ajudando nas evacuações de civis, enquanto o último está montando bombas para derrotar os simbiontes.
Depois de escolher ajudar qualquer um deles duas vezes ou ambos, e derrotar vários "super-simbiontes", o Homem-Aranha chega a uma colmeia simbionte, onde encontra e derrota Venom. No entanto, o vilão afirma que não está por trás da invasão, mas também está tentando impedi-la. Com Venom agora fraco demais para acompanhá-lo, o Homem-Aranha se aventura mais fundo na colmeia sozinho e encontra o Líder Simbionte. Depois de derrotá-lo, a colmeia começa a entrar em colapso, mas o Homem-Aranha consegue escapar a tempo. O final do jogo depende de quem o jogador ajudou anteriormente.
- Se eles ajudaram Noturno duas vezes ou ele e o Duende Verde uma vez, Manhattan é salva e os cidadãos são libertados do controle dos simbiontes, elogiando o Homem-Aranha, que pensa em tomar banho depois de ter ido ao esgoto duas vezes por dia.
- Se eles ajudaram o Duende Verde duas vezes, o Homem-Aranha percebe que, com o líder simbionte desaparecido, ele agora está no comando dos simbiontes. Os cidadãos infectados adoram o Homem-Aranha como seu novo líder enquanto ele balança por uma cidade de Nova York coberta de simbiontes, refletindo sobre como grande poder é simplesmente muito poder e que é muito melhor do que compartilhar a responsabilidade.

## Desenvolvimento
Em 17 de abril de 2008, a Activision confirmou que Spider-Man: Web of Shadows estava em desenvolvimento e que o jogo seria lançado nos sistemas Microsoft Windows, Nintendo DS, PlayStation 2, PlayStation 3, PlayStation Portable, Wii e Xbox 360, e eles confirmaram que a história seria centrada em torno de uma invasão em Nova York com a qual o Homem-Aranha e os outros heróis e vilões teriam que lidar. Venom foi confirmado como o principal antagonista em junho. O elenco e a direção de voz foram feitos pela equipe de marido e mulher de Keith e Valerie Arem.

## Recepção
Web of Shadows recebeu avaliações geralmente médias a positivas. GameRankings e Metacritic deu uma pontuação de 79% e 77 de 100 para a versão DS; 54% e 52 de 100 para a versão Microsoft Windows; 69% e 69 de 100 para a versão PlayStation 2; 70% e 67 de 100 para a versão PlayStation 3; 77% para a versão PlayStation Portable; 68% e 68 de 100 para a versão Xbox 360; e 65% e 63 de 100 para a versão Wii.
A IGN criticou a história e também destacou que a câmera de bloqueio tem uma tendência a se soltar, dificultando as batalhas aéreas. a 1UP.com elogiou as versões do jogo para PlayStation 3 e Xbox 360 por terem "muitos momentos legais do "Homem-Aranha" graças à locomoção básica e ao combate", que "se estabelece em um ritmo de repetição", resumindo com "Shadows pode ser o melhor jogo do Homem-Aranha até agora, mas isso é apenas uma prova dos padrões agora medíocres da série". a GameSpot mencionou problemas técnicos ocasionais com os gráficos, som e câmera, enquanto elogiava a história, o sistema de combate, a variedade e as lutas contra chefes "memoráveis". a GameSpy comentou que "Web of Shadows consegue proporcionar uma boa dose de diversão mesmo que não traga muitas novidades", elogiando a animação e o combate, e mencionando problemas de câmera e falhas visuais junto com uma repetição de objetivos. a Game Informer criticou a dublagem, a câmera e a animação, alegando: "por mais explosivo que seja o novo combate, é tudo o que este jogo tem a oferecer". A X-Play deu às versões PlayStation 3 e Xbox 360 três estrelas de cinco e disse: "há jogabilidade ótima o suficiente aqui para tornar Web of Shadows recomendável para fãs do Homem-Aranha. O nível de falhas no jogo, no entanto, consegue reduzir o fator diversão em vários níveis".
A versão DS do jogo, em contraste com as versões de console, foi relativamente bem recebida, com os críticos elogiando o design de níveis semelhante às franquias Castlevania e Metroid, enquanto criticam a curta duração.

## Ligações Externas
- Spider-Man: Web of Shadows. no IMDb.
- Spider-Man: Web of  Shadows no MobyGames
- Spider-Man: Web of Shadows (Nintendo DS) no MobyGames
- Spider-Man: Web of Shadows - Amazing Alies Edition no MobyGames